# Ruedi Rymann

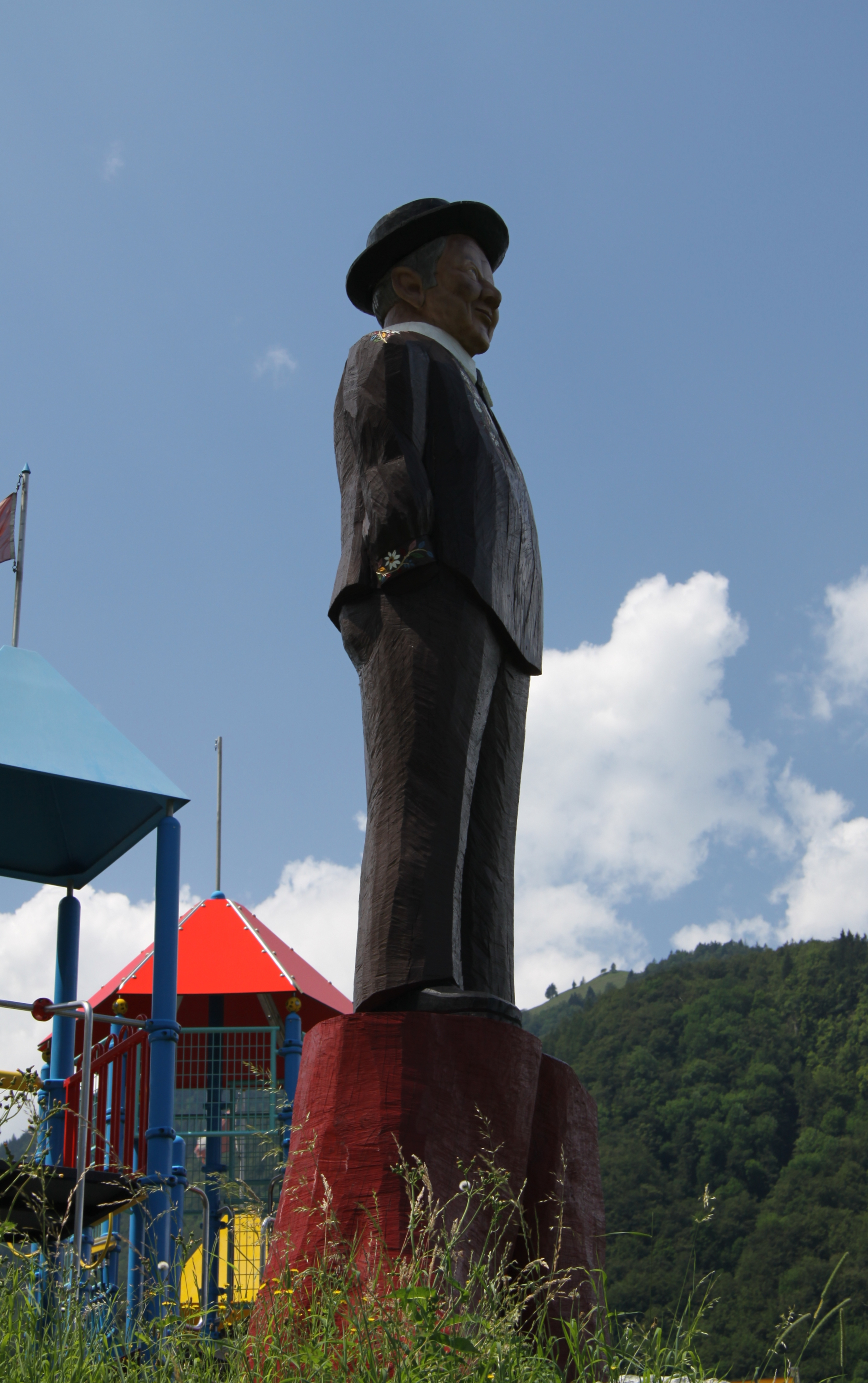
Ruedi Rymann Sculptuur

Ruedi Rymann (Sarnen, 31 januari 1933 - Giswil, 10 september 2008) was een Zwitsers volkszanger, jodelaar en componist. Hij leefde in het kanton Obwalden.
Hij was voornamelijk bekend door zijn interpretatie van het lied Dr Schacher Seppli waarvoor hij in 1982 een gouden plaat heeft gekregen. Dit lied werd, in de uitzending "Die grössten Schweizer Hits" in de Duits-Zwitserse televisie, in 2007 uitverkoren tot grootste Zwitserse hit. In hetzelfde jaar kreeg hij de cultuurprijs van het kanton Obwalden.
Ruedi Rymann was tot zijn pensionering wildopzichter; hij stierf op 10 september 2008 aan de gevolgen van leverkanker.
Twee van zijn dochters vormen het "Jodelduett Geschwister Annemarie und Silvia Rymann".
- Gemeinsame Normdatei: 124362524
- Historisch woordenboek van Zwitserland: 049468
- MusicBrainz: 1a706a5e-9cc3-4907-b498-5ff3d0974dcd
- Virtual International Authority File: 10777504
- WorldCat: E39PBJjRWfykVkmjFdBqrGfKBP